# 2022년 캘리포니아 대학 학교 노동자들의 파업
2022년 캘리포니아 대학 학교 노동자들의 파업은 캘리포니아 대학 (유씨) 조직의 모든 교정(校庭)에서의 노동 파업이었는데, 로렌스 버클리 국립 연구소를 포함해서 말이다. 11월 14일에, 약 4만8천 명의 학교 노동자들이 더 많은 임금과 수당을 위해서 파업에 들어갔다. 자동차노동자연대(유에이더블유)에 의해 기획되어서, 그것은 2022년에 미국에서 가장 큰 파업이었는데; 모든 미연방 고등 교육에서 가장 큰 파업이라고 그것을 노조 활동가들은 말한다.
파업에의 대응으로, 유씨는 임시 협약을 체결했는데 11월 29일에 약 만2천 명의 박사후 과정에 그리고 교수직에 있는 연구자들과 말이다. 12월 9일에, 계약은 승인되었다. 12월 16일에, 새크러멘토 시장 대럴 스타인벅의 중재로, 약 3만6천 명의 학교 학생 노동자와 학생 연구자와 유씨는 임시 협약을 체결했고, 그 협약은 조합원 찬반 투표로 넘어갔다. 12월 23일에, 노조 조합원들은 투표로 결정했는데 기존 계약 둘모두를 승인하기로 그리고 파업을 끝내기로 말이다.

## 배경
파업에 참여하는 캘리포니아 대학 학교 노동자들은 세 개의 다른 자동차노동조합연대에 의해 대표되는 네 개의 협상 단위로 조직되었다: '학생 연구자 연대'-'자동차 연대'는 학생 연구자들을 대표하고, 자동차 연대 2865 지회는 졸업생 강사, 조교 그리고 교수들readers을 대표하고, 자동차 연대 5810 지회는 박사 후 연구원과 연구교수academic researchers를 대표한다. 비록 그것이 원래 자동차 노동자를 위한 것으로 알려져있지만, 학교 노동자들은 이제 자동차노조 조합원의 4분의 1을 대변하는데, 40만 자동차노조 조합원 중 10만 명 말이다.

## 급여 및 근로 수당
캘리포니아 대학의 모든 교정system에 있는 졸업생 노동자들은 파업 전에 평균 2만4천 달러를 벌었고 졸업생은 5만4천 달러 그리고 박사 후 연구원은 7만 달러의 기본 연봉에 대해 요구했다. 그에 관계없이, 유씨는 첫해에 4–7퍼센트 그리고 이후 매년 3퍼센트의 임금 인상을 제안했는데, 그것이 상위 공립 연구 대학들 중 상위 임금 수준 안에 들 것이고 사립 대학에 버금갈 것이라고 주장하면서 말이다.
노조와 유씨 간의 새로운 계약 협상이 2021년 봄에 시작되었다. '로스앤젤레스 타임즈'는 노조의 요구를 다음의 것들을 원하는 것으로 보도했는데 그것은 "상당한 임금 인상, 아동 돌봄 지원금, 부양 가족에 대한 늘어난 의료 돌봄, 더 많은 가족 휴가, 공공 교통 승차권 그리고 세계적 석학에 대한 낮은 수업료"이다. 양측은 이미 괴롭힘으로부터의 보호에 대한 합의에 이르렀다.
노조는 공공노사관계위원회에 서른 건의 부당 노동행위 혐의를 보고했고, 그것은 일곱 건의 진정서를 제출했다. 이 혐의들은 노동자 대화없이 일방적으로 변경하는 것을 포함하는데, 협상 과정을 거치지 않으면서, 그것에 관해 필요한 정보를 주기를 거부하면서, 그리고 그 과정을 방해하면서 말이다. "성실하게" 협상해오고 있고 "[그들의] 학교 노동자들의 헌신을 인식해"왔다고 말이다; 덧붙여서, 그들은 주장하는데 유씨 이사회가 2017년 이후로 학생 거주 시설에 대한 요구를 충족시키는데 도움을 주어왔고 "다음 5년에 걸쳐 약 2만5천 개의 학생 기숙사 침대를 늘리는" 것을 지속할 것이라고 말이다.
파업 찬반 투표가 10월 26일부터 11월 2일까지 자동차 노조에 의해 실시되었는데, 76퍼센트의 투표자 참여와 97퍼센트 이상의 찬성으로 파업 가결로 이어졌다.

## 파업
협상이 진행 중인 11월 14일에 노동자들은 파업을 시작했다. 유씨는 제3중재자에 대해 요구해왔지만, 반면에 노조는 그것이 중재에 들어가는 대신에  계속해서 협상하길 원한다고 말했다.
11월 29일에, 임시 협약이 체결되었는데 자동차노조 5810 지부에 있는 약 만2천 명의 박사 후 연구원과 연구교수academic researchers에 대해서 말이다. 그 협약은 다음의 것들을 포함하는데 그것은 급여의 20-23퍼센트 인상, 4주 더 많은 유급 육아 및 가족돌봄 휴직, 아동 돌봄 지원금, 더 긴 채용 기간, 더 강력한 괴롭힘 방지 그리고 교통 수당이다. 그 노동자들은 단결하여 계속 파업할지도 모르지만, 일단 협약이 일반 조합원들에 의해 승인되면, 그들은 어쩔 수 없이 그렇게 못 할지도 모른다. 그 협약은 그러고나서 12월 9일에 승인되었는데, 박사 후 연구원들의 89.4퍼센트라는 압도적 지지로 그리고 연구교수들academic researchers의 79.5퍼센트 지지로 말이다.
유씨 새크러멘토 교정校庭 총장 사무실에서의 12월 5일의 연좌농성 중에, 17명의 노동자들이 불법 침입으로 소환되었다. 비슷하게, 12월 7일에, 유씨 로스앤젤레스(유씨엘에이)의 열 명의 학교 노동자들이 불법침입 혐의로 이사회 사무실에서 연행되었다.
12월 9일에, 유씨 그리고 남아있는 협상 단위 양측은 합의를 이루었는데 협상을 진전시키기 위해서 민간 중재자를 참여시키는 합의 말이다. 이전에, 유씨와 자동차노조가 60회 이상의 협상 시간을 가져왔는데, 유씨가 중재에 대한 일곱 번의 공식 요구를 해오면서 말이다. 새크러멘토 시장 대럴 스타인벅이 중재자 역할을 했다.
12월 13일에, 14명의 집회참가자들이 연행되었는데 유씨 이사회 회의 중에 연좌농성을 해서 해산하라는 유씨 경찰서의 명령을 거부해서 말이다.
12월 16일에, 학생연구자연대-자동차노조와 자동차노조 2864 지부에 소속된 3만6천 명의 학교 학생 노동자와 조교들은 대학측과 임시 협약을 체결했다. 스타인벅은 새크러멘토 시청에서 협상을 했다[.] 그 협약에 의거해서, 노동자들은 9개월 간의 시간제 노동 기간에 2만3천2백5십 달러에서 3만4천 달러로의 최저임금의 인상을 받을지도 몰랐는데, 그것은 2025년 5월 31일까지 80퍼센트 임금 대폭 인상을 최저임금 노동자들에게 가져다줄지도 몰랐다. 유씨 버클리, 유씨 샌프란시스코(유씨에스에프), 그리고 유씨엘에이에서, 최저임금은 3만6천5백 달러로 인상될 것이었다. 그 협약은 또한 다음의 것들을 제공할 것이었는데 그것은 늘어난 아동 돌봄 비용 환급액, 피부양자에 대한 의료보험, 자격을 갖춘 유학생 노동자에 대한 최대 3년 동안의 더 많은 수업료였다[.] 그 협상은 승인을 위해 평조합원들에게 맡겨졌는데, 승인 이후에 파업이 공식적으로 끝날 것이었다.
12월 23일에, 자동차노조 2865 지부와 대학 간의 협상이 만천3백8십6 대 7천9십7의 표로 승인되었고, 에스알유-유에이더블유와 대학 간의 협상이 만5십7 대 4천6백4십의 표로 승인되었다. 파업은 이 협약의 승인으로 끝났다.

## 반응
유씨 데이비즈에서, '2010 지구 팀스터즈' 그리고 '캘리포니아 간호사 연대'는 학교 노동자들과 연대하여 목소리를 냈다. '유씨 교직원 연대 협의회'도 파업을 지지하고 있었다.
미연방 상원의원 버니 샌더즈와 하원의원 알렉산드리아 오카시오-코르테즈 두 사람이 학교 노동자들에 대해 지지하는 트위터 글을 남겼다.
케이티 포터를 포함하는, 미연방 하원의 캘리포니아 의원들 중 몇 사람이, 노동자들에 대한 그들의 지지를 표명하면서 유씨 총장에게 서한을 보냈다.
'로스앤젤레스 타임즈'가 파업이 시작하기 전에 노동자들을 지지하는 사설을 실었는데, "...이 학교 노동자들은 그렇게 중요한 역할을 하고 기본적 필요에 대해 지불하기에 충분할만큼 돈을 벌 자격이 있다"고 끝맺었다. '공공고등교육 캘리포니아 연대'는 노조가 중재에 응할 것을 요구하는 '캘리포니아 사건들CalMatters'의 논설[opposite the editorial]을 썼고, 만약에 노동자들의 요구가 충족되는 경우에 유씨 재정에의 전체적 영향에 대해 우려했다.
12월 16일의 임시 협상 이후에, 주지사 개빈 뉴섬은 그가 그 협상에 의해 "안도"했다고 말했지만 그 파업을 "다가올 일의 예고"라고 불렀는데, 그가 말하길, 유씨 예산에서 5년 동안의 연간 인상을 하는 주정부 예산 협약은, 그 협약과 관련한 추가 비용을 지불할 가능성이 아주 높을 것이기 때문이다.

## 영향
파업은 기말고사 바로 전에 학점 매기기와 수업을 방해했는데 또한 완전히 대부분의 연구를 멈추면서 말이다. 일부 교수들은 연대 차원에서 수업과 기말고사를 취소했다. 200명 이상의 교직원들이 업무를 중단하기로 약속했는데, 파업이 끝날 때까지, 최종 성적 매기기를 보류하는 것을 포함해서 말이다.
'국제 팀스터 친구들'의 두 지부는 약 5만3천 명의 '택배서비스연대' 노동자들이 유씨 교정校庭에 짐을 배송하지 않도록 승인했는데 파업 기간에 말이다. '국제 운전 기술자 노조', '국제 전기 노동자 친구들', '북미 노동자 국제 노조'의 조합원인, 유씨 버클리의 건설 노동자들은, 연대 차원에서 그들의 업무를 중지했다. 그 결과로, 유씨 버클리의 연구 실험실들은 차질을 빚었고 실험을 중단해야 했는데 재료의 부족 때문에 말이다.

## 같이 보기
- 2023 럿거즈 대학 파업